# 2019-es ázsiai TCR-szezon
A 2019-es ázsiai TCR-bajnokság a széria ötödik idénye volt. A szezon április 6-án kezdődött meg a Sepang International Circuit helyszínén és szeptember 1-én ért véget a Bangsaen Street Circuit aszfaltcsíkján. A bajnoki címet Luca Engstler nyerte meg.

## Versenynaptár
| Verseny         | Verseny | Pálya                                      | Pályarajz     | Dátum         | További események                            |
| --------------- | ------- | ------------------------------------------ | ------------- | ------------- | -------------------------------------------- |
| 1               | 1       | Sepang International Circuit, Kuala Lumpur |               | április 6.    | Blancpain ázsiai GT-széria                   |
| 1               | 2       | Sepang International Circuit, Kuala Lumpur | április 7.    |               | Blancpain ázsiai GT-széria                   |
| 2               | 3       | Zhuhai International Circuit, Csuhaj       |               | május 3.      | kínai TCR-bajnokság                          |
| 2               | 4       | Zhuhai International Circuit, Csuhaj       | május 4.      |               | kínai TCR-bajnokság                          |
| 3               | 5       | Shanghai International Circuit, Sanghaj    |               | június 1.     | kínai túraautó-bajnokság kínai TCR-bajnokság |
| 3               | 6       | Shanghai International Circuit, Sanghaj    | június 2.     |               | kínai túraautó-bajnokság kínai TCR-bajnokság |
| 4               | 7       | Zhejiang International Circuit, Saohszing  |               | július 6.     | kínai túraautó-bajnokság kínai TCR-bajnokság |
| 4               | 8       | Zhejiang International Circuit, Saohszing  | július 7.     |               | kínai túraautó-bajnokság kínai TCR-bajnokság |
| 5               | 9       | Bangsaen Street Circuit, Csonburi          |               | augusztus 30. |                                              |
| 5               | 10      | Bangsaen Street Circuit, Csonburi          | szeptember 1. |               |                                              |
| Törölt verseny: |         |                                            |               |               |                                              |
| –               | –       | Korean International Circuit, Jeongam      |               | május 3.      | koreai TCR-bajnokság                         |
| –               | –       | Korean International Circuit, Jeongam      | május 4.      |               | koreai TCR-bajnokság                         |

## Csapatok és versenyzők
| Csapat                                               | Autó                         | #  | Versenyzők            | Kategória | Forduló |
| ---------------------------------------------------- | ---------------------------- | -- | --------------------- | --------- | ------- |
| Liqui Moly Team Engstler                             | Hyundai i30 N TCR            | 1  | Luca Engstler         |           | összes  |
| Liqui Moly Team Engstler                             | Hyundai i30 N TCR            | 26 | Théo Coicaud          |           | 1       |
| Liqui Moly Team Engstler                             | Hyundai i30 N TCR            | 23 | Diego Morán           |           | 2–5     |
| Volkswagen Team Oettinger                            | Volkswagen Golf GTI TCR      | 23 | Diego Morán           | 1         |         |
| Volkswagen Team Oettinger                            | Volkswagen Golf GTI TCR      | 3  | Roland Hertner        | Cup       | összes  |
| Volkswagen Team Oettinger                            | Volkswagen Golf GTI TCR      | 4  | Adam Khalid           |           | összes  |
| Prince Racing                                        | Honda Civic Type R TCR (FK8) | 2  | Kenneth Lau           | Cup       | 1       |
| Prince Racing                                        | Honda Civic Type R TCR (FK8) | 7  | Michael Choi          |           | 1       |
| Teamwork Motorsport                                  | Audi RS 3 LMS TCR            | 10 | Cherry Cheung         | Cup       | 2       |
| Teamwork Motorsport                                  | Audi RS 3 LMS TCR            | 11 | Alex Hui              |           | 1−3     |
| Teamwork Motorsport                                  | Audi RS 3 LMS TCR            | 12 | Sunny Wong            |           | 3       |
| Teamwork Motorsport                                  | Audi RS 3 LMS TCR            | 36 | David Lau             | Cup       | 1, 5    |
| Eurasia Motorsport                                   | Hyundai i30 N TCR            | 20 | Daniel Julián Miranda |           | összes  |
| Eurasia Motorsport                                   | Hyundai i30 N TCR            | 30 | Kao-hua Jang          |           | összes  |
| Alphafactory Racing Team by Pulzar                   | CUPRA León TCR               | 33 | Csakraphan Davi       |           | 1, 5    |
| Viper Niza Racing                                    | CUPRA León TCR               | 65 | Douglas Khoo          | Cup       | összes  |
| Solite Indigo Racing                                 | Hyundai i30 N TCR            | 74 | Pepe Oriola           |           | összes  |
| Solite Indigo Racing                                 | Hyundai i30 N TCR            | 97 | Kim Dzsin Szoo        |           | összes  |
| Elegant Racing Team                                  | CUPRA León TCR               | 88 | Kelvin Wong           | Cup       | 3−4     |
| Versenyzők, akik nem voltak jogosultak pontszerzésre |                              |    |                       |           |         |
| Team MG XPower                                       | MG 6 X-Power TCR             | 9  | Rodolfo Ávila         |           | 4       |
| Team MG XPower                                       | MG 6 X-Power TCR             | 18 | Csen-tung Csang       |           | 4       |
| Dongfeng Honda MacPro Racing Team                    | Honda Civic Type R TCR (FK8) | 12 | Cou Sze Zsui          |           | 4       |
| Dongfeng Honda MacPro Racing Team                    | Honda Civic Type R TCR (FK8) | 55 | Martin Hszie          |           | 2–4     |
| Dongfeng Honda MacPro Racing Team                    | Honda Civic Type R TCR (FK8) | 77 | Daniel Lloyd          |           | 2–4     |
| Champ x T. A. Motorsport                             | Audi RS 3 LMS TCR            | 26 | Filipe de Souza       |           | 2–3     |
| Champ x T. A. Motorsport                             | Audi RS 3 LMS TCR            | 48 | James Wong            |           | 3–4     |
| Champ x T. A. Motorsport                             | Volkswagen Golf GTI TCR      | 66 | Michael Wong          |           | 3       |
| Liqui Moly Team NewFaster                            | CUPRA León TCR               | 33 | Alex Liu              |           | 2–3     |
| Liqui Moly Team NewFaster                            | Audi RS 3 LMS TCR            | 81 | Huang Csu Han         |           | 2–4     |
| Liqui Moly Team NewFaster                            | Audi RS 3 LMS TCR            | 86 | Kenneth Look          |           | 2–4     |
| Leo Racing Volkswagen Team Oettinger                 | Volkswagen Golf GTI TCR      | 99 | Li Lin                |           | 2–3     |

## Eredmények

### Összefoglaló
| Verseny | Verseny | Helyszín                       | Pole-pozíció  | Leggyorsabb kör | Győztes       | Győztes                   | Listavezető   | Előny |
| Verseny | Verseny | Helyszín                       | Pole-pozíció  | Leggyorsabb kör | Versenyző     | Csapat                    | Listavezető   | Előny |
| ------- | ------- | ------------------------------ | ------------- | --------------- | ------------- | ------------------------- | ------------- | ----- |
| 1       | 1       | Sepang International Circuit   | Luca Engstler | Luca Engstler   | Luca Engstler | Liqui Moly Team Engstler  | Diego Morán   | 8     |
| 1       | 2       | Sepang International Circuit   |               | Diego Morán     | Diego Morán   | Volkswagen Team Oettinger | Diego Morán   | 8     |
| 2       | 3       | Zhuhai International Circuit   | Luca Engstler | Luca Engstler   | Luca Engstler | Liqui Moly Team Engstler  | Luca Engstler | 15    |
| 2       | 4       | Zhuhai International Circuit   |               | Alex Hui        | Luca Engstler | Liqui Moly Team Engstler  | Luca Engstler | 15    |
| 3       | 5       | Shanghai International Circuit | Diego Morán   | Luca Engstler   | Luca Engstler | Liqui Moly Team Engstler  | Luca Engstler | 27    |
| 3       | 6       | Shanghai International Circuit |               | Luca Engstler   | Luca Engstler | Liqui Moly Team Engstler  | Luca Engstler | 27    |
| 4       | 7       | Zhejiang International Circuit | Luca Engstler | Luca Engstler   | Luca Engstler | Liqui Moly Team Engstler  | Luca Engstler | 30    |
| 4       | 8       | Zhejiang International Circuit |               | Luca Engstler   | Diego Morán   | Liqui Moly Team Engstler  | Luca Engstler | 30    |
| 5       | 9       | Bangsaen Street Circuit        | Luca Engstler | Luca Engstler   | Diego Morán   | Liqui Moly Team Engstler  | Luca Engstler | 15    |
| 5       | 10      | Bangsaen Street Circuit        |               | Luca Engstler   | Diego Morán   | Liqui Moly Team Engstler  | Luca Engstler | 15    |

### Versenyzők
Pontrendszer
| Helyezés     | 1. | 2. | 3. | 4. | 5. | 6. | 7. | 8. | 9. | 10. |
| ------------ | -- | -- | -- | -- | -- | -- | -- | -- | -- | --- |
| Kvalifikáció | 5  | 4  | 3  | 2  | 1  |    |    |    |    |     |
| Verseny      | 25 | 18 | 15 | 12 | 10 | 8  | 6  | 4  | 2  | 1   |

Félkövér: pole-pozíció, dőlt: leggyorsabb kör, a színkódokról részletes információ itt található.
| Helyezés                                             | Versenyző             | SEP | SEP | ZHU  | ZHU | SHA | SHA | ZHE | ZHE | BNG | BNG | Pont |
| ---------------------------------------------------- | --------------------- | --- | --- | ---- | --- | --- | --- | --- | --- | --- | --- | ---- |
| 1.                                                   | Luca Engstler         | 1   | Ki  | 1    | 1   | 23  | 1   | 1   | 3   | 2   | 3   | 221  |
| 2.                                                   | Diego Morán           | 34  | 1   | 72   | 2   | 51  | 4   | 4   | 1   | 1   | 1   | 206  |
| 3.                                                   | Pepe Oriola           | 43  | 3   | 24   | Ki  | 4   | 2   | 2   | 2   | 6   | 2   | 156  |
| 4.                                                   | Daniel Julián Miranda | 6   | 2   | Ki3  | 3   | 9   | 5   | 6   | Kiz | Ki  | 6   | 84   |
| 5.                                                   | Kao-hua Jang          | 10  | 10  | 10   | 6   | 11  | 11  | 9   | 7   | 3   | 4   | 71   |
| 6.                                                   | Kim Dzsin Szoo        | 8   | 8   | 12   | 10  | 7   | 10  | 73  | 8   | Ki  | Ni  | 57   |
| 7.                                                   | Adam Khalid           | 7   | 6   | Ret5 | Ki  | 15  | 9   | 5   | 5   | Ki  | Ni  | 47   |
| 8.                                                   | Alex Hui              | Ni  | Ki  | 5    | 4   | Ki4 | 7   |     |     |     |     | 39   |
| 9.                                                   | Roland Hertner        | 12  | 9   | 8    | Ki  | 12  | 13  | 13  | 12  | 4   | Ki  | 38   |
| 10.                                                  | Douglas Khoo          | 9   | 7   | Ki   | Ki  | 14  | 16  | 17† | 15  | 5   | 5   | 36   |
| 11.                                                  | Théo Coicaud          | 2   | 4   |      |     |     |     |     |     |     |     | 34   |
| 12.                                                  | Kelvin Wong           |     |     |      |     | 85  | 8   | Kiz | Kiz |     |     | 29   |
| 13.                                                  | Csakraphan Davi       | 5   | 5   |      |     |     |     |     |     | Ki  | Ni  | 21   |
| 14.                                                  | David Lau             | Ki  | 12  |      |     |     |     |     |     | 7   | Ki  | 6    |
| 15.                                                  | Sunny Wong            |     |     |      |     | Ki2 | 12  |     |     |     |     | 5    |
| 16.                                                  | Cherry Cheung         |     |     | 13   | Ki  |     |     |     |     |     |     | 4    |
| 17.                                                  | Michael Choi          | 11  | 11  |      |     |     |     |     |     |     |     | 0    |
| -                                                    | Kenneth Lau           | Ki  | Ni  |      |     |     |     |     |     |     |     | 0    |
| Versenyzők, akik nem voltak jogosultak pontszerzésre |                       |     |     |      |     |     |     |     |     |     |     |      |
| -                                                    | Daniel Lloyd          |     |     | 3    | 7   | 1   | 3   | Kiz | 6   |     |     | -    |
| -                                                    | Martin Hszie          |     |     | 6    | Ki  | 2   | Ki  | 10  | 16  |     |     | -    |
| -                                                    | Huang Csu Han         |     |     | 9    | 5   | 6   | 6   | 3   | 4   |     |     | -    |
| -                                                    | Filipe de Souza       |     |     | 4    | Ki  | Ki  | Ki  |     |     |     |     | -    |
| -                                                    | Kenneth Look          |     |     | 11   | 11  | 10  | 14  | 8   | 11  |     |     | -    |
| -                                                    | Li Lin                |     |     | Ki   | 8   | 13  | Ki  |     |     |     |     | -    |
| -                                                    | Alex Liu              |     |     | 14   | 9   | 16  | Ki  |     |     |     |     | -    |
| -                                                    | Csen-tung Csang       |     |     |      |     |     |     | 11  | 10  |     |     | -    |
| -                                                    | Cou Sze Zsui          |     |     |      |     |     |     | 13  | 14  |     |     | -    |
| -                                                    | Rodolfo Ávila         |     |     |      |     |     |     | 16  | 13  |     |     | -    |
| -                                                    | James Wong            |     |     |      |     | 17  | 17  | 15  | 17  |     |     | -    |
| -                                                    | Michael Wong          |     |     |      |     | 18  | 18  |     |     |     |     | -    |
| Helyezés                                             | Versenyző             | SEP | SEP | ZHU  | ZHU | SHA | SHA | ZHE | ZHE | BNG | BNG | Pont |

### Csapatok
| Helyezés                                              | Csapat                               | SEP | SEP | ZHU | ZHU | SHA | SHA | ZHE | ZHE | BNG  | BNG | Pont |
| ----------------------------------------------------- | ------------------------------------ | --- | --- | --- | --- | --- | --- | --- | --- | ---- | --- | ---- |
| 1.                                                    | Liqui Moly Team Engstler             | 1   | 4   | 1   | 1   | 23  | 1   | 1   | 1   | 1    | 1   | 419  |
| 1.                                                    | Liqui Moly Team Engstler             | 2   | Ki  | 72  | 2   | 51  | 4   | 4   | 3   | 23   | 3   | 419  |
| 2.                                                    | Solite Indigo Racing                 | 43  | 3   | 24  | 10  | 4   | 2   | 2   | 2   | 62   | 2   | 214  |
| 2.                                                    | Solite Indigo Racing                 | 8   | 8   | 12  | Ki  | 7   | 10  | 73  | 8   | Ret5 | Ni  | 214  |
| 3.                                                    | Eurasia Motorsport                   | 6   | 2   | 10  | 3   | 9   | 5   | 6   | Kiz | 34   | 4   | 156  |
| 3.                                                    | Eurasia Motorsport                   | 10  | 10  | Ki3 | 6   | 11  | 11  | 7   | 8   | Ki   | 6   | 156  |
| 4                                                     | Volkswagen Team Oettinger            | 34  | 1   | 8   | Ki  | 12  | 9   | 5   | 5   | 4    | Ki  | 125  |
| 4                                                     | Volkswagen Team Oettinger            | 7   | 6   | Ki5 | Ki  | 15  | 13  | 13  | 12  | Ki   | Ni  | 125  |
| 5.                                                    | Teamwork Motorsport                  | Ni  | 12  | 5   | 4   | Ki2 | 7   |     |     | 7    | Ki  | 54   |
| 5.                                                    | Teamwork Motorsport                  | Ki  | Ki  | 13  | Ki  | Ki4 | 12  |     |     |      |     | 54   |
| 6.                                                    | Viper Niza Racing                    | 9   | 7   | Ki  | Ki  | 14  | 16  | Ki  | 15  | 5    | 5   | 36   |
| 7.                                                    | Alphafactory Racing Team by Pulzar   | 5   | 5   |     |     |     |     |     |     | Ki   | Ni  | 21   |
| 8                                                     | Elegant Racing Team                  |     |     |     |     | 85  | 8   | Kiz | Kiz |      |     | 19   |
| 9.                                                    | Prince Racing                        | 11  | 11  |     |     |     |     |     |     |      |     | 1    |
| 9.                                                    | Prince Racing                        | Ki  | Ni  |     |     |     |     |     |     |      |     | 1    |
| Csapatok, amelyek nem voltak jogosultak pontszerzésre |                                      |     |     |     |     |     |     |     |     |      |     |      |
| -                                                     | Dongfeng Honda MacPro Racing Team    |     |     | 3   | 7   | 1   | 3   | 10  | 6   |      |     | -    |
| -                                                     | Dongfeng Honda MacPro Racing Team    |     |     | 6   | Ki  | 2   | Ki  | 13  | 14  |      |     | -    |
| -                                                     | Liqui Moly Team NewFaster            |     |     | 9   | 5   | 6   | 6   | 3   | 4   |      |     | -    |
| -                                                     | Liqui Moly Team NewFaster            |     |     | 11  | 9   | 10  | 14  | 8   | 11  |      |     | -    |
| -                                                     | T. A. Motorsport                     |     |     | 4   | Ki  | 17  | 17  | 15  | 17  |      |     | -    |
| -                                                     | T. A. Motorsport                     |     |     |     |     | Ki  | Ki  |     |     |      |     | -    |
| -                                                     | Leo Racing Volkswagen Team Oettinger |     |     | Ki  | 8   | 13  | Ki  |     |     |      |     | -    |
| -                                                     | Team MG XPower                       |     |     |     |     |     |     | 11  | 10  |      |     | -    |
| -                                                     | Team MG XPower                       |     |     |     |     |     |     | 16  | 13  |      |     | -    |
| Helyezés                                              | Csapat                               | SEP | SEP | ZHU | ZHU | SHA | SHA | ZHE | ZHE | BNG  | BNG | Pont |

### ázsiai TCR-kupa
| Helyezés | versenyző      | SEP | SEP | ZHU | ZHU | SHA | SHA | ZHE | ZHE | BNG | BNG | Pont |
| -------- | -------------- | --- | --- | --- | --- | --- | --- | --- | --- | --- | --- | ---- |
| 1.       | Roland Hertner | 12  | 9   | 8   | Ki  | 12  | 13  | 13  | 12  | 4   | Ki  | 158  |
| 2.       | Douglas Khoo   | 9   | 7   | Ki  | Ki  | 14  | 16  | Ki  | 15  | 5   | 5   | 138  |
| 3.       | Kelvin Wong    |     |     |     |     | 8   | 8   | Kiz | Kiz |     |     | 50   |
| 4.       | David Lau      | Ki  | 12  |     |     |     |     |     |     | 7   | Ki  | 30   |
| 5.       | Cherry Cheung  |     |     | 13  | Ki  |     |     |     |     |     |     | 18   |
| -        | Kenneth Lau    | Ki  | Ni  |     |     |     |     |     |     |     |     | 0    |
| Helyezés | versenyző      | SEP | SEP | ZHU | ZHU | SHA | SHA | ZHE | ZHE | BNG | BNG | Pont |

## Külső hivatkozások
- A bajnokság hivatalos weboldala